# Charles Bréard
Charles Bréard, né en 1839 à Honfleur et mort le 30 novembre 1913, est un archéologue et historien français.

## Biographie
Fils de notaire, Charles Bréard a exercé dans l'administration des finances à Paris. Il prit une part active à la création de la société Le Vieux Honfleur.
Il est membre correspondant de l'Académie des sciences, arts et belles-lettres de Caen.

## Publications
- Les marins honfleurais, Honfleur, 1884 ; réédition La Découvrance, La Rochelle, 2006  (ISBN 9782842653576)
- Les archives de la ville de Honfleur : notes historiques et analyses des documents extraites des archives communales, Paris, Alphonse Picard, 1885 (lire en ligne).
- Histoire de Pierre Berthelot, pilote et cosmographe du roi de Portugal aux Indes Orientales, carme déchaussé, né en Normandie en MDC, mort à Achem en MDCXXXVIII, publiée, d'après l'Itinerarium orientale, avec une préface et des notes, Paris, Alphonse Picard, 1889 (lire en ligne).
- Essai historique sur Moulineaux et le château de Robert-le-Diable, Rouen, Cagniard, 1896.
- Le vieux Honfleur et ses marins, Rouen, 1897 (lire en ligne).
- Vieilles rues et vieilles maisons de Honfleur du XVe siècle à nos jours, Honfleur, Société normande d'ethnographie et d'art populaire, 1900.
- L'abbaye de Notre-Dame de Grestain, de l'ordre de Saint-Benoît, à l'ancien diocèse de Lisieux, Rouen, A. Lestringant, 1904.
- « Cartulaires de Saint-Ymer en Auge et de Bricquebec », dans Mémoires de la Société d'histoire de la Normandie, Rouen et Paris, 1908.